# Siemiatycze (gmina wiejska)
Siemiatycze – gmina wiejska w Polsce położona w województwie podlaskim, w powiecie siemiatyckim.
Siedzibą gminy jest miasto Siemiatycze, które stanowi odrębną gminę miejską.
Według danych z 30 czerwca 2014 gminę zamieszkiwało 6229 osób. Natomiast według danych z 31 grudnia 2019 roku gminę zamieszkiwało 6087 osób.

## Historia
Gmina Siemiatycze funkcjonowała w dwóch odsłonach: w latach 1861–1952 oraz od 1973 roku

### Imperium Rosyjskie (1861–1914)
Gmina zbiorowa Siemiatycze  (ros. Семятичская волость, lit. Semiatyčių valsčius)  powstała w wyniku reformy struktur administracyjnych państwa rosyjskiego w 1861 roku. Była częścią powiatu bielskiego należącego (od 1843) do guberni grodzieńskiej. W 1890 roku gmina Siemiatycze obejmowała 76 miejscowości i zamieszkiwało ją 5537 osób.
11 czerwca 1892 wszedł w życie nowy statut miejski, który ograniczył samorządność miejską, a na mocy którego wiele miast guberni grodzieńskiej zamieniono w miasteczka. Zdegradowane miasto Siemiatycze podległo w następstwie statutu z czasem administracji gminy Siemiatycze.

### I wojna światowa (1914–1919)
Podczas I wojny światowej gmina wraz z powiatem bielskim należała do okupowanego przez Niemcy Ober-Ostu (w okręgu Białystok), gdzie znacznie zmieniono granice oraz podział administracyjny powiatu bielskiego. Spośród jego 15 gmin, zachowano 9 i zniesiono 6, ponadto utworzono 10 nowych; zmieniły się też granice gmin. W odniesieniu do gminy Siemiatycze:
- północną część gminy Siemiatycze włączono do nowej gminy Kąty,
- północno-wschodnią część gminy Siemiatycze włączono do  gminy Milejczyce,
- do gminy Siemiatycze włączono wschodnią część (dwie oddzielne połacie) gminy Narojki,
- do gminy Siemiatycze włączono południowy fragment gminy Grodzisk,
- do gminy Siemiatycze włączono dwa zachodnie fragmenty gminy Aleksandrówka.

Podział ten w dużej mierze zachowano, kiedy powiat bielski przeszedł w sierpniu 1919 pod administrację polską.

### II Rzeczpospolita (1919–1939)
W okresie międzywojennym gmina Siemiatycze należała do powiatu bielskiego w nowo utworzonym województwie białostockim.
28 października 1919 z południowej części gminy Siemiatycze wyodrębniono miasteczko Siemiatycze, któremu przywrócono status miasta.
Według Powszechnego Spisu Ludności z 1921 roku gminę Siemiatycze zamieszkiwało 7.869 osób, wśród których 4.337 było wyznania rzymskokatolickiego, 4.214 prawosławnego, 7 ewangelickiego a 127 mojżeszowego. Jednocześnie 4.727 mieszkańców zadeklarowało polską przynależność narodową, 3.407 białoruską, 2 niemiecką, 119 żydowską, 3 rosyjską a 1 rusińską. Było tu 1.412 budynków mieszkalnych.
16 października 1933 gminę Siemiatycze podzielono na 40 gromad: Annopol, Anusin, Baciki Bliższe, Baciki Dalsze, Baciki Średnie, Boratyniec Lacki, Boratyniec Ruski, Cecele, Czartajew, Grzyby-Orzepy, Kajanka, Klekotowo, Klukowo, Kłopoty-Bańki, Kłopoty-Bujny, Kłopoty-Patry, Kłopoty-Stanisławy, Krasewicze, Krupice, Krynki-Sobole, Kułygi, Lachówka, Leszczka, Moszczona Pańska, Ogrodniki, Olendry, Ossolin, Rogawka, Romanówka, Skiwy Duże, Słochy Annopolskie, Słowiczyn, Tołwin, Turna Duża, Turna Mała, Wiercień, Wólka Nadbużna, Wyromiejki, Zajęczniki i Zalesie.
15 kwietnia 1934 od gminy Siemiatycze odłączono gromadę Annopol, włączając ją do miasta Siemiatycze.
1 października 1934 zmieniły się nieco granice gminy Siemiatycze:
- od gminy Siemiatycze odłączono gromadę Krynki-Sobole, włączając ją do gminy Grodzisk,
- od gminy Siemiatycze odłączono gromadę Zajęczniki, włączając ją do nowej gminy Drohiczyn,
- do gminy Siemiatycze włączono gromady Jasienówka i Żurobice ze zniesionej gminy Kąty,
- do gminy Siemiatycze włączono gromadę Skiwy Małe ze zniesionej gminy Narojki.

Po zmianach tych skład gminy z dniem 1 października 1934 objemował nadal 40 gromad, lecz inny skład: Anusin, Baciki Bliższe, Baciki Dalsze, Baciki Średnie, Boratyniec Lacki, Boratyniec Ruski, Cecele, Czartajew, Grzyby-Orzepy, Jasienówka, Kajanka, Klekotowo, Klukowo, Kłopoty-Bańki, Kłopoty-Bujny, Kłopoty-Patry, Kłopoty-Stanisławy, Krasewicze, Krupice, Kułygi, Lachówka, Leszczka, Moszczona Pańska, Ogrodniki, Olendry, Ossolin, Rogawka, Romanówka, Skiwy Duże, Skiwy Małe, Słochy Annopolskie, Słowiczyn, Tołwin, Turna Duża, Turna Mała, Wiercień, Wólka Nadbużna, Wyromiejki, Zalesie i Żurobice.

### II wojna światowa (1939–1944)
Podczas II wojny światowej gmina znajdowała się przejściowo poza administracją polską.

### PRL(1944–1952)
Po wojnie gmina należała do powiatu bielskiego w woj. białostockim o identycznym składzie wewnątrzgminnym co 1 października 1934.
1 czerwca 1952 zniesiono gromadę Czartajew w gminie Siemiatycze, włączając ją do gromady Grzyby-Orzepy (przywrócono ją po dwóch miesiącach, 1 sierpnia 1952, lecz już poza administracją gminy Siemiatycze).
Gminę Siemiatycze zniesiono 1 lipca 1952 w związku z kolejną wielką restrukturyzacją administracyjną powiatu bielskiego. Obszar zniesionej gminy włączono:
- do nowej gminy Baciki Średnie – gromady: Baciki Bliższe, Baciki Dalsze, Baciki Średnie, Kajanka, Moszczona Pańska, Ossolin, Romanówka, Słowiczyn i Tołwin,
- do nowej gminy Boratyniec Ruski – gromady: Anusin, Boratyniec Lacki, Boratyniec Ruski, Olendry, Turna Duża i Turna Mała,
- do nowej gminy Czartajew – gromady:  Cecele, Grzyby-Orzepy (ze zniesioną gromadą Czartajew), Kłopoty-Bańki, Kłopoty-Bujny, Kłopoty-Patry, Kłopoty-Stanisławy, Krasewicze, Kułygi, Lachówka, Leszczka,  Skiwy Duże, Skiwy Małe, Wiercień, Wyromiejki i Zalesie,
- do nowej gminy Dziadkowice – gromady: Jasienówka i Żurobice,
- do nowej gminy Krupice – gromady: Klekotowo, Klukowo, Krupice, Ogrodniki, Rogawka, Słochy Annopolskie i Wólka Nadbużna.

Obszary te, w ramach nowych przynależności gminnych, weszły tego samego dnia w skład nowo utworzonego powiatu siemiatyckiego.

### Druga odsłona (1973–)
Jednostkę odtworzono 1 stycznia 1973 roku po reaktywowaniu gmin w powiecie siemiatyckim w województwie białostockim. Inicjalnie, w jej składzie znalazło się 46 sołectw: Anusin, Baciki Bliższe, Baciki Dalsze, Baciki Średnie, Boratyniec Lacki, Boratyniec Ruski, 
Cecele, Czartajew, Grzyby, Kajanka, Klekotowo, Klukowo, Kłopoty-Bańki, Kłopoty-Bujny, Kłopoty-Patry, Kłopoty-Stanisławy, Korzeniówka Duża, Korzeniówka Mała, Krasewice-Czerepy, Krasewice-Jagiełki, Krasewice Stare, Krupice, Kułygi, Lachówka, Laskowszczyzna, Leszczka, Moczydły, Ogrodniki, Olendry, Orzepy, Ossolin, Rogawka, Romanówka, Skiwy Duże, Skiwy Małe, Słochy Annopolskie, Słowiczyn, Szerszenie, Tołwin, Turna Duża, Turna Mała, Wiercień, Wólka Biszewska, Wólka Nadbużna, Wyromiejki i Zalesie.
Nowa gmina Siemiatycze objęła nieco inny obszar niż w 1952 roku, jako że w jej składzie znalazły się sołectwa, które nigdy wcześniej do niej nie należały:
- Korzeniówka Duża i Korzeniówka Mała (do 1934 w gminie Narojki, 1934–54 w gminie Drohiczyn),
- Moczydły  (do 1934 w gminie Narojki, 1934–52 w gminie Drohiczyn, 1952–54 w gminie Czartajew),
- Szerszenie (do 1934 w gminie Radziwiłłówka, 1934–52 w gminie Mielnik, 1952–54 w gminie Boratyniec Ruski,

Ponadto do gminy Siemiatycze nie powróciły już:
- Krynki-Sobole (weszły w skład gminy Grodzisk),
- Zajęczniki (weszły w skład gminy Drohiczyn),
- Moszczona Pańska (weszła w skład gminy Nurzec-Stacja).

W latach 1975–1998 gmina położona była w województwie białostockim.
1 lipca 1987 od gminy Siemiatycze odłączono Słowiczyn (165,64 ha), włączając go do Siemiatycz.

## Struktura powierzchni
Według danych z roku 2002 gmina Siemiatycze ma obszar 227,14 km², w tym:
- użytki rolne: 71%
- użytki leśne: 22%

Gmina stanowi 15,56% powierzchni powiatu.

## Demografia

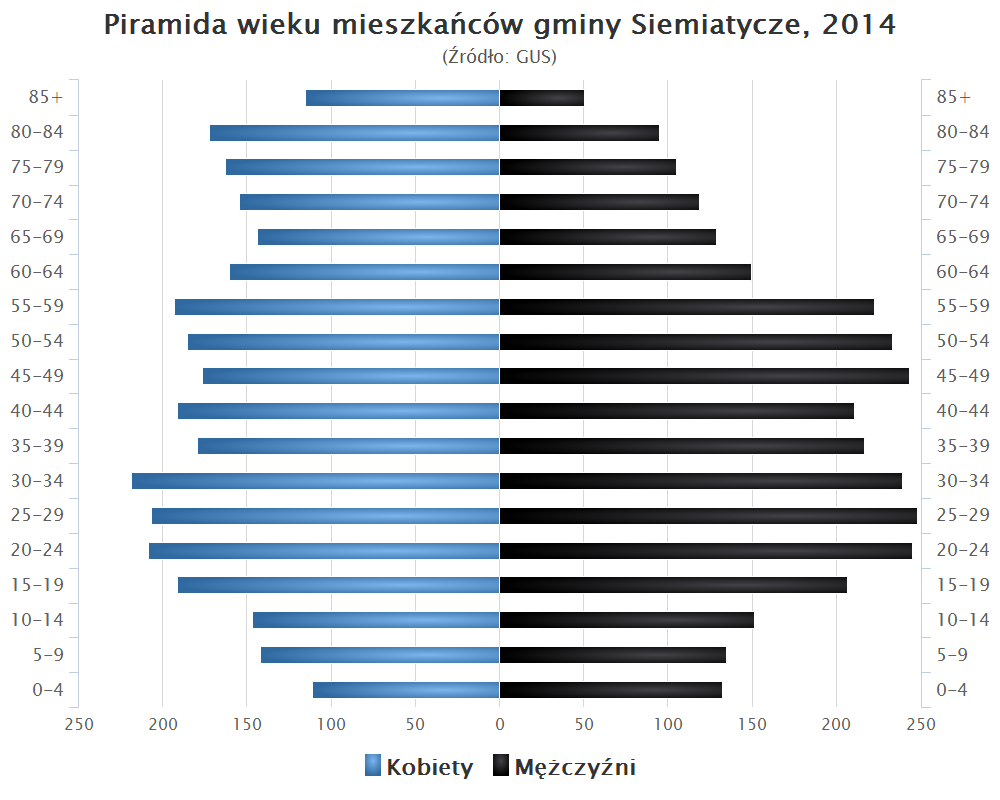
Piramida wieku mieszkańców gminy Siemiatycze w 2014 roku

Dane z 30 czerwca 2014:
| Opis                              | Ogółem | Ogółem | Kobiety | Kobiety | Mężczyźni | Mężczyźni |
| --------------------------------- | ------ | ------ | ------- | ------- | --------- | --------- |
| jednostka                         | osób   | %      | osób    | %       | osób      | %         |
| populacja                         | 6229   | 100    | 3088    | 49,57   | 3141      | 50,43     |
| gęstość zaludnienia (mieszk./km²) | 27,4   | 27,4   |         |         |           |           |

## Sołectwa
Anusin, Baciki Bliższe, Baciki Dalsze, Baciki Średnie, Boratyniec Lacki, Boratyniec Ruski, 
Cecele, Kłopoty-Bańki, Kłopoty-Bujny, Korzeniówka, Lachówka, Leszczka, Moczydły, Ogrodniki, Olendry, Ossolin, Rogawka, Romanówka, Skiwy Duże, Skiwy Małe, Szerszenie, Tołwin, Turna Duża, Turna Mała, Wiercień Duży, Wiercień Mały, Wólka Nadbużna, Wyromiejki, Zalesie.

## Pozostałe miejscowości
Czartajew, Grzyby-Orzepy, Hałasówka, Hryćki, Kadłub, Kajanka, Klekotowo, Klukowo, Kłopoty-Patry, Kłopoty-Stanisławy, Korzeniówka Mała, Krasewice-Czerepy, Krasewice-Jagiełki, Krasewice Stare, Krupice, Kułygi, Laskowszczyzna, Siemiatycze-Stacja, Słochy Annopolskie, Wólka Biszewska.

## Gminy partnerskie
- Gransee  Niemcy[30]

## Sąsiednie gminy
Drohiczyn, Dziadkowice, Grodzisk, Mielnik, Nurzec-Stacja, Platerów, Sarnaki, Siemiatycze